# گورستان گبری خرسنگ یا پرسنگ
قبرستان گبری خرسنگ یا پرسنگ مربوط به هزاره ۲و ۱ تا اواخر دوره صفوی است و در شهرستان شمیرانات، بخش لواسانات، روستای لواسان بزرگ واقع شده و این اثر در تاریخ ۱ مهر ۱۳۸۲ با شمارهٔ ثبت ۱۰۳۵۹ به‌عنوان یکی از آثار ملی ایران به ثبت رسیده است.